# الطوار
الطوار (به عربی: الطوار) یک منطقهٔ مسکونی در امارات متحده عربی است که در دبی، امارات واقع شده‌است.